# Ecuador Open 2017 - Qualificazioni singolare
Le qualificazioni del singolare dell'Ecuador Open 2017 sono state un torneo di tennis preliminare per accedere alla fase finale della manifestazione. I vincitori dell'ultimo turno sono entrati di diritto nel tabellone principale. In caso di ritiro di uno o più giocatori aventi diritto a questi sono subentrati i lucky loser, ossia i giocatori che hanno perso nell'ultimo turno ma che avevano una classifica più alta rispetto agli altri partecipanti che avevano comunque perso nel turno finale.

## Teste di serie
1. Roberto Carballés Baena (qualificato)
2. Rubén Ramírez Hidalgo (primo turno)
3. Federico Gaio (qualificato)
4. Agustín Velotti (qualificato)

1. Marco Cecchinato (ultimo turno)
2. Alexander Sarkissian (ultimo turno)
3. Adrián Menéndez Maceiras (primo turno)
4. Caio Zampieri (ultimo turno)

## Qualificati
1. Roberto Carballés Baena
2. Alejandro Falla

1. Federico Gaio
2. Agustín Velotti

## Tabellone

### Legenda
| - Q = Qualificato - WC = Wild card - LL = Lucky loser | - ALT = Alternate - SE = Special Exempt - PR = Protected Ranking | - w/o = Walkover - r = Ritirato - d = Squalificato |

### Sezione 1
|  | Primo turno | Primo turno             | Primo turno             | Primo turno | Primo turno |  |  | Ultimo turno | Ultimo turno            | Ultimo turno | Ultimo turno | Ultimo turno |  |
|  |             |                         |                         |             |             |  |  |              |                         |              |              |              |  |
|  | 1           | Roberto Carballés Baena | Roberto Carballés Baena | 6           | 6           |  |  |              |                         |              |              |              |  |
|  | WC          | Andrés Molteni          | Andrés Molteni          | 3           | 4           |  |  | 1            | Roberto Carballés Baena | 3            | 7            | 6            |  |
|  |             | Juan Pablo Paz          | Juan Pablo Paz          | 4           | 4           |  |  | 6            | Alexander Sarkissian    | 6            | 6            | 4            |  |
|  | 6           | Alexander Sarkissian    | Alexander Sarkissian    | 6           | 6           |  |  |              |                         |              |              |              |  |

### Sezione 2
|  | Primo turno | Primo turno           | Primo turno      | Primo turno | Primo turno |  |  | Ultimo turno | Ultimo turno    | Ultimo turno    | Ultimo turno | Ultimo turno |  |
|  |             |                       |                  |             |             |  |  |              |                 |                 |              |              |  |
|  | 2           | Rubén Ramírez Hidalgo | 4                | 6           | 1           |  |  |              |                 |                 |              |              |  |
|  |             | Alejandro Falla       | 6                | 3           | 6           |  |  |              | Alejandro Falla | Alejandro Falla | 6            | 6            |  |
|  |             | Andrea Collarini      | Andrea Collarini | 3           | 4           |  |  | 8            | Caio Zampieri   | Caio Zampieri   | 4            | 4            |  |
|  | 8           | Caio Zampieri         | Caio Zampieri    | 6           | 6           |  |  |              |                 |                 |              |              |  |

### Sezione 3
|  | Primo turno | Primo turno        | Primo turno | Primo turno | Primo turno |  |  | Ultimo turno | Ultimo turno     | Ultimo turno | Ultimo turno | Ultimo turno |  |
|  |             |                    |             |             |             |  |  |              |                  |              |              |              |  |
|  | 3           | Federico Gaio      | 6           | 3           | 7           |  |  |              |                  |              |              |              |  |
|  |             | Daniel Elahi Galán | 2           | 6           | 62          |  |  | 3            | Federico Gaio    | 63           | 7            | 6            |  |
|  |             | Guilherme Clezar   | 6           | 64          | 65          |  |  | 5            | Marco Cecchinato | 7            | 65           | 4            |  |
|  | 5           | Marco Cecchinato   | 4           | 7           | 7           |  |  |              |                  |              |              |              |  |

### Sezione 4
|  | Primo turno | Primo turno              | Primo turno              | Primo turno | Primo turno |  |  | Ultimo turno | Ultimo turno    | Ultimo turno | Ultimo turno | Ultimo turno |  |
|  |             |                          |                          |             |             |  |  |              |                 |              |              |              |  |
|  | 4           | Agustín Velotti          | Agustín Velotti          | 6           | 6           |  |  |              |                 |              |              |              |  |
|  | WC          | Camilo Ponce             | Camilo Ponce             | 3           | 1           |  |  | 4            | Agustín Velotti | 1            | 7            | 6            |  |
|  |             | Eduardo Struvay          | Eduardo Struvay          | 6           | 7           |  |  |              | Eduardo Struvay | 6            | 5            | 4            |  |
|  | 7           | Adrián Menéndez Maceiras | Adrián Menéndez Maceiras | 3           | 6(1)        |  |  |              |                 |              |              |              |  |